# Tominaga Nakamoto
Tominaga Nakamoto (jap. 富永 仲基; * 1715 in Osaka; † 12. Oktober 1746) war ein japanischer Philosoph.

## Leben und Wirken
Tominaga Nakamoto besuchte die Kaitokudō-Akademie, die von Mitgliedern des Wirtschaftsbürgertums von Osaka gegründet wurde, wurde aber kurz nach seinem 15. Lebensjahr von der Akademie ausgeschlossen. Tominaga gehörte einer japanischen rationalistischen Denkschule an und befürwortete eine japanische Variation des Atheismus, Mukishinron (keine Götter oder Dämonen). Er war außerdem Kaufmann in Osaka. Nur wenige seiner Werke haben überlebt: Seine Setsuhei („Diskussionen über Fehler“) sind verloren gegangen und könnten der Grund für seinen Ausschluss von der Kaitokudō-Akademie gewesen sein. Nur etwa neun andere Werke sind bekannt. Seine überlieferten Werke sind Okina no Fumi („Die Schriften eines alten Mannes“), Shutsujō Kōgo („Worte nach Aufklärung, über die Textkritik der buddhistischen Sutren“) und drei weitere Werke über antike musikalische Skalen, antike Messungslogiken sowie Poesie.
Er nahm eine tief kritische Haltung gegenüber normativen Denksystemen an, die teilweise auf der Betonung der Objektivität des Kaitokudos-Schule beruhte, aber eindeutig heterodox in der Vermeidung der dominierenden Philosophien der Institution war. Er kritisierte den Buddhismus, den Konfuzianismus und den Shintoismus. Während all diese Traditionen die Geschichte als Autoritätsquelle sahen, sah Tominaga den Appell an die Geschichte als eine Pseudo-Rechtfertigung für Innovationen, die versuchen, andere Sekten in ihrem Wetteifern nach Macht zu übertreffen. Zum Beispiel zitierte er die verschiedenen konfuzianischen Meister, die die menschliche Natur als teilweise gut sahen, weder gut noch schlecht, alle gut und inhärent schlecht und analysierte spätere Interpreten, die versuchten, alle Meister einzubeziehen und in Einklang zu bringen. Er kritisierte den Shintoismus als Obskurant, vor allem wegen seiner Neigung zu geheimer Anweisung. Wie er immer sagte, ist „das Verstecken der Anfang des Lügens und des Diebstahls“. In seiner Auseinandersetzung mit den buddhistischen Schriften behauptete er, dass die Schriften der Hinayana-Schule den Schriften der Mahayana vorausgingen, behauptet aber auch, dass die überwiegende Mehrheit der Hinayana-Schriften viel später nach dem Leben von Gautama-Buddha aufgesetzt wurden, eine Position, die später von modernen schriftlichen Studien unterstützt wurde.